# Fußball-Europameisterschaft der Frauen 2009/Island
Dieser Artikel behandelt die isländische Fußballnationalmannschaft der Frauen bei der Europameisterschaft 2009 in Finnland.

## Qualifikation
Island wurde für die Qualifikation in die Gruppe 3 gelost und traf auf Frankreich, Griechenland, Serbien und Slowenien. Mit sechs Siegen und zwei Niederlagen wurden die Isländerinnen Gruppenzweite hinter Frankreich.
Island setzte sich in den Play-off-Spielen gegen Irland durch, während Slowenien gegen die Ukraine unterlegen war.

### Tabelle
| Pl. | Land         | Sp. | S | U | N | Tore    | Diff. | Punkte |
| --- | ------------ | --- | - | - | - | ------- | ----- | ------ |
| 1.  | Frankreich   | 8   | 7 | 0 | 1 | 031:200 | +29   | 21     |
| 2.  | Island       | 8   | 6 | 0 | 2 | 027:400 | +23   | 18     |
| 3.  | Slowenien    | 8   | 4 | 0 | 4 | 014:240 | −10   | 12     |
| 4.  | Serbien      | 8   | 2 | 0 | 6 | 011:240 | −13   | 06     |
| 5.  | Griechenland | 8   | 1 | 0 | 7 | 007:360 | −29   | 03     |

### Spiele
| Datum      | Spielort         | Gegner       | Ergebnis  | Torschützen |
| ---------- | ---------------- | ------------ | --------- | --- |
| 31.05.2007 | Athen            | Griechenland | 0:3 (0:2) | 0:1 Viðarsdóttir (9. Elfmeter), 0:2 Helgadóttir (14.), 0:3 Samúelsdóttir (89.)                                                                                        |
| 16.06.2007 | Reykjavík        | Frankreich   | 1:0 (0:0) | 1:0 Viðarsdóttir (81.) |
| 21.06.2007 | Reykjavík        | Serbien      | 5:0 (2:0) | 1:0 Stefánsdóttir (3.), 2:0 Lárusdóttir (23.), 3:0 Jónsdóttir (58.), 4:0 Viðarsdóttir (81.), 5:0 Siskovic (86. Eigentor)                                              |
| 26.08.2007 | Dravograd        | Slowenien    | 2:1 (2:1) | 0:1 Viðarsdóttir (5.), 1:1 Benak (13.), 2:1 Milenkovič (14. Elfmeter)                                                                                                 |
| 28.05.2008 | Kragujevac       | Serbien      | 0:4 (0:1) | 0:1 Viðarsdóttir (3.), 0:2 Gunnarsdóttir (47.), 0:3 Viðarsdóttir (68.), 0:4 Ómarsdóttir (70.)                                                                         |
| 21.06.2008 | Reykjavík        | Slowenien    | 5:0 (2:0) | 1:0 Viðarsdóttir (11. Elfmeter), 2:0 Viðarsdóttir (25.), 3:0 Viðarsdóttir (50.), 4:0 Jónsdóttir (62.), 5:0 Ómarsdóttir (88.)                                          |
| 26.06.2008 | Reykjavík        | Griechenland | 7:0 (3:0) | 1:0 Gunnarsdóttir (4.), 2:0 Magnúsdóttir (15.), 3:0 Viðarsdóttir (30.), 4:0 Magnúsdóttir (53.), 5:0 Magnúsdóttir (56.), 6:0 Ómarsdóttir (66.), 7:0 Viðarsdóttir (68.) |
| 27.09.2008 | La Roche-sur-Yon | Frankreich   | 2:1 (1:1) | 1:0 Soubeyrand (6.), 1:1 Jónsdóttir (47.), 2:1 Herbert (50.) |

Grün unterlegte Ergebnisse kennzeichnen einen Sieg, rot unterlegte Niederlagen.

### Play-off-Spiele
| Datum      | Spielort  | Gegner | Ergebnis  | Torschützen                                                          |
| ---------- | --------- | ------ | --------- | -------------------------------------------------------------------- |
| 26.10.2008 | Dublin    | Irland | 1:1 (0:1) | 0:1 Magnúsdóttir (2.), 1:1 Curtis (63.)                              |
| 30.10.2008 | Reykjavík | Irland | 3:0 (1:0) | 1:0 Lárusdóttir (23.), 2:0 Viðarsdóttir (60.), 3:0 Lárusdóttir (69.) |

Grün unterlegte Ergebnisse kennzeichnen einen Sieg, gelb unterlegte Unentschieden.

## Kader
Trainer Sigurður Eyjólfsson gab sein Aufgebot am 6. August 2009 bekannt.
| Nummer     | Name                        | Verein vor EM-Beginn  | Geburtstag | Sp.      | Tor      |          |          |          |
| Torhüter   | Torhüter                    | Torhüter              | Torhüter   | Torhüter | Torhüter | Torhüter | Torhüter | Torhüter |
| ---------- | --------------------------- | --------------------- | ---------- | -------- | -------- | -------- | -------- | -------- |
| 13         | Guðbjörg Gunnarsdóttir      | Djurgården Damfotboll | 18.05.1985 | 1        | 0        | 0        | 0        | 0        |
| 1          | Þóra Björg Helgadóttir      | Kolbotn IL            | 05.05.1981 | 2        | 0        | 0        | 0        | 0        |
| 22         | Sandra Sigurðardóttir       | UMF Stjarnan          | 02.10.1986 | 0        | 0        | 0        | 0        | 0        |
| Abwehr     |                             |                       |            |          |          |          |          |          |
| 5          | Ásta Árnadóttir             | Tyresö FF             | 09.06.1983 | 0        | 0        | 0        | 0        | 0        |
| 19         | Sif Atladóttir              | Valur Reykjavík       | 15.07.1985 | 1        | 0        | 1        | 0        | 0        |
| 2          | Guðrún Sóley Gunnarsdóttir  | Djurgården Damfotboll | 15.09.1981 | 3        | 0        | 0        | 0        | 0        |
| 8          | Katrín Jónsdóttir           | Valur Reykjavík       | 31.05.1977 | 3        | 0        | 0        | 0        | 0        |
| 14         | Erna Björk Sigurðardóttir   | Breiðablik Kópavogur  | 30.12.1982 | 2        | 0        | 0        | 0        | 0        |
| 3          | Ólína Guðbjörg Viðarsdóttir | KIF Örebro            | 16.11.1982 | 3        | 0        | 1        | 0        | 0        |
| Mittelfeld |                             |                       |            |          |          |          |          |          |
| 17         | Erla Steina Arnardóttir     | Kristianstads DFF     | 18.05.1983 | 2        | 0        | 0        | 0        | 0        |
| 4          | Edda Garðarsdóttir          | KIF Örebro            | 15.07.1979 | 2        | 0        | 0        | 0        | 0        |
| 11         | Sara Björk Gunnarsdóttir    | Breiðablik Kópavogur  | 29.09.1990 | 3        | 0        | 0        | 0        | 0        |
| 16         | Rakel Logadóttir            | Valur Reykjavík       | 22.03.1981 | 0        | 0        | 0        | 0        | 0        |
| 6          | Hólmfríður Magnúsdóttir     | Kristianstads DFF     | 20.09.1984 | 3        | 1        | 0        | 0        | 0        |
| 15         | Katrín Ómarsdóttir          | KR Reykjavík          | 27.06.1987 | 2        | 0        | 0        | 0        | 0        |
| 7          | Dóra Stefánsdóttir          | LdB FC Malmö          | 27.04.1985 | 1        | 0        | 0        | 0        | 0        |
| Angriff    |                             |                       |            |          |          |          |          |          |
| 21         | Kristín Ýr Bjarnadóttir     | Valur Reykjavík       | 29.05.1991 | 0        | 0        | 0        | 0        | 0        |
| 20         | Fanndís Friðriksdóttir      | Breiðablik Kópavogur  | 09.05.1990 | 2        | 0        | 0        | 0        | 0        |
| 18         | Rakel Hönnudóttir           | Thór Akureyri         | 30.12.1988 | 2        | 0        | 0        | 0        | 0        |
| 10         | Dóra María Lárusdóttir      | Valur Reykjavík       | 24.07.1985 | 2        | 0        | 0        | 0        | 0        |
| 12         | Guðný Björk Óðinsdóttir     | Kristianstads DFF     | 27.09.1988 | 0        | 0        | 0        | 0        | 0        |
| 9          | Margrét Lára Viðarsdóttir   | Kristianstads DFF     | 25.07.1986 | 3        | 0        | 0        | 0        | 0        |
| Trainer    |                             |                       |            |          |          |          |          |          |
|            | Sigurður Eyjólfsson         |                       | 01.12.1973 |          |          |          |          |          |

## Spiele
Island traf in der Vorrundengruppe B auf Deutschland, Frankreich und Norwegen. Mit drei Niederlagen wurde die Mannschaft Gruppenletzter.
| Pl. | Land        | Sp. | S | U | N | Tore    | Diff. | Punkte |
| --- | ----------- | --- | - | - | - | ------- | ----- | ------ |
| 1.  | Deutschland | 3   | 3 | 0 | 0 | 010:100 | +9    | 09     |
| 2.  | Frankreich  | 3   | 1 | 1 | 1 | 005:700 | −2    | 04     |
| 3.  | Norwegen    | 3   | 1 | 1 | 1 | 002:500 | −3    | 04     |
| 4.  | Island      | 3   | 0 | 0 | 3 | 001:500 | −4    | 0      |

|                                                    |   |            |           |
| Montag, 24. August 2009 um 20:00 Uhr* in Tampere   |   |            |           |
| Island                                             | – | Frankreich | 1:3 (1:1) |
| Donnerstag, 27. August 2009 um 20:00 Uhr* in Lahti |   |            |           |
| Island                                             | – | Norwegen   | 0:1 (0:1) |
| Sonntag, 30. August 2009 um 16:00 Uhr* in Tampere  |   |            |           |
| Deutschland                                        | – | Island     | 1:0 (0:0) |

* Ortszeit (MESZ+1)